# ITF Women's Circuit Wenshan
L'ITF Women's Circuit Wenshan è stato un torneo di tennis di livello ITF Women's Circuit di categoria $50.000 che si giocava sul cemento. Il torneo si disputò a Wenshan in Cina dal 2011 al 2013.

## Albo d'oro

### Singolare
| Anno        | Campionessa   | Finalista    | Punteggio        |
| ----------- | ------------- | ------------ | ---------------- |
| 2013        | Zhang Yuxuan  | Wang Qiang   | 1–6, 7–6(4), 6–2 |
| 2012        | Hsieh Su-wei  | Zheng Saisai | 6–3, 6–3         |
| 2011        | Iryna Brémond | Ani Mijačika | 7–5, 3–6, 7–5    |
| ↑ ITF 50K ↑ |               |              |                  |

### Doppio
| Anno        | Campioni                              | Finalistas                   | Punteggio |
| ----------- | ------------------------------------- | ---------------------------- | --------- |
| 2013        | Miki Miyamura Varatchaya Wongteanchai | Rika Fujiwara Junri Namigata | 7–5, 6–3  |
| 2012        | Hsieh Shu-ying Hsieh Su-wei           | Liu Wanting Xu Yifan         | 6–3, 6–2  |
| 2011        | Shūko Aoyama Rika Fujiwara            | Liang Chen Tian Ran          | 6–4, 6–0  |
| ↑ ITF 50K ↑ |                                       |                              |           |